# Антикорозійна обробка
Антикорозійна обробка автомобіля — спосіб захисту автомобіля від шкідливої дії корозії. Для кузовів і крил автомобілів характерні переважно електрохімічні види корозії: щілинна, контактна, атмосферна, ножова, ниткоподібна, фретинг-корозія та ін. Розрізняють місцеву та суцільну автомобільні корозії. Вони можуть мати вигляд плям та цяток, наскрізних та глибоких виразок.